# Cochrane (Ontario)
Cochrane es un pueblo canadiense situado en la provincia de Ontario.

## Superficie
Cochrane tiene una superficie de 537,9 km².

## Demografía
En 2021, tenía 5390 habitantes, una densidad poblacional de 10 hab./km², y 2540 viviendas.